# Tragemata
Tragemata (tragēmata) és una espècie d'aperitiu dolç habitual a l'alimentació de l'antiga Grècia. Inclou diverses fruites, fruits secs (figues, nous, etc.) generalment acompanyades de sal. Se solia servir com una segona ronda als banquets en forma de postres. Existeix la creença que aquest tipus d'aperitiu fou desenvolupat posteriorment pel romà Julius Dragatus, per la qual cosa es va modificar la seva denominació com dragata.